# L'uomo che sognava con le aquile
L'uomo che sognava con le aquile è una miniserie televisiva italiana.

## Descrizione
La fiction è diretta da Vittorio Sindoni, prodotta nel 2005 dalla Albatross Entertainment e da Rai Fiction. Il protagonista Rocco Ventura è interpretato da Terence Hill.
Le due puntate della fiction, che durano 100 minuti ciascuna, sono state girate in più location: Gerace, Caulonia, Gambarie, Reggio Calabria e Roma. Trasmessa in prima visione TV nel gennaio del 2006 in prima serata su Rai 1, questa miniserie ottenne una media del 39% di share, con più di 10.000.000 di spettatori incollati davanti allo schermo per il secondo episodio.

## Personaggi
- Terence Hill è Rocco Ventura
- Michelle Bonev è Giulia Spadafora
- Mattia Cicinelli è Roberto Spadafora
- Andrea Tidona è il sindaco Angelo Spadafora
- Alberto Molinari è Ferdinando Spadafora
- Stefania Bogo è Isabella
- Pierluigi Misasi è Zagari
- Antonio Faà è il dottor Valenti
- Anita Zagaria è Dora
- Mariolina De Fano è Filomena
- Claudio Pallottini è Marco

## Ascolti
| nº | Data           | Telespettatori | Share  |
| -- | -------------- | -------------- | ------ |
| 1  | 2 gennaio 2006 | 8.476.000      | 32,74% |
| 2  | 3 gennaio 2006 | 10.175.000     | 38.40% |

## Trama
Rocco Ventura, ex avvocato calabrese, si è ritirato sulle montagne dell'Aspromonte, dove vive producendo un antico formaggio dalla ricetta tipica tramandata di generazione in generazione. Quando una direttiva comunitaria gli impone di cambiare il metodo di produzione l'ex avvocato combatte contro la Comunità Europea, ottenendo l'appoggio della comunità locale. La sua lotta si interseca con una delicata storia di amore e amicizia.